# Вербове (Дніпровський район)
Вербо́ве — село в Україні, у Царичанській селищній громаді Дніпровського району Дніпропетровської області. Площа — 0,19 км², домогосподарств — 10, населення — 13 осіб.

## Географія
Село Вербове знаходиться за 3 км від лівого берега річки Оріль та за 2 км від каналу Дніпро — Донбас. На відстані 0,5 км розташовані села Новостроївка та Івано-Яризівка. Річка в цьому місці звивиста, утворює лимани, стариці й заболочені озера. Поруч проходить автомобільна дорога Т 0413.

## Пам'ятки
Біля села знаходяться споруди Української укріпленої лінії — земляні вали укріплення (редут).

## Населення

### Мова
Розподіл населення за рідною мовою за даними перепису 2001 року:
| Мова       | Кількість | Відсоток |
| ---------- | --------- | -------- |
| українська | 18        | 94.74%   |
| угорська   | 1         | 5.26%    |
| Усього     | 19        | 100%     |